# النا لومبرراس
اِلنا لومبرراس (انگلیسی: Helena Lumbreras؛ ۱۹۹۹–۱۹۳۵) کارگردان فیلم و فیلم‌نامه‌نویس اهل اسپانیا بود.

از فیلم‌ها یا مجموعه‌های تلویزیونی که وی در آن‌ها نقش داشته است می‌توان به «اسپانیا» (۱۹۶۴) و «قدرت چهارم» (۱۹۷۰) اشاره نمود.